# Gregor Strasser
Gregor Strasser (Geisenfeld, Alemanya, 31 de maig de 1892 - Berlín, Alemanya, 30 de juny de 1934) fou un polític del partit nazi alemany (NSDAP).
El 1914 va iniciar els seus estudis de farmàcia a Múnic, però els va deixar per ingressar a l'exèrcit imperial i participar en la Primera Guerra Mundial, en la que va obtenir el reconeixement amb les creus de ferro de primera i segona classe. Un cop acabada la guerra va reprendre els estudis a Nuremberg, i es va enrolar en les milícies, comandant un batalló, en el que tindria com a ajudant un jove Heinrich Himmler, i va participar en el fallit Cop d'estat de Wolfgang Kapp.
Gregor Strasser i la seva milícia van entrar al NSDAP el 1921, i el 1923 va participar en el Cop d'estat de Múnic, i va ser empresonat unes setmanes.
Com a cap de propaganda i organització va transformar el partit de ser regional i minoritari a majoritari en l'estat alemany, amb la seva tendència socialista i classe baixa, va fer crear les Sturmabteilung, i l'editorial Kampf-Verlag, des de la que s'editaria el setmanari ideològic Der Nationale Sozialist de 1926 a 1930.
La seva rivalitat amb Adolf Hitler va arribar al seu punt màxim quan el canceller Kurt von Schleicher li va oferir ser vicecanceller i primer ministre de Prússia el 1932, amb la intenció de desunir el partit entre les seves ales dreta i esquerra, i evitar així una revolució, però el pla va fallar per l'acció de Hitler, que el va obligar a renunciar a les seves posicions en el partit, i a la llarga a la seva mort durant la Nit dels ganivets llargs.